# Багрий, Евгений Игнатьевич
Евгений Игнатьевич Багрий — учёный-химик, лауреат премии имени Н. Д. Зелинского.

## Биография
Родился 23.03.1939 в с. Дашава.
В 1959 году окончил с отличием нефтяной факультет Львовского политехнического института по специальности «Технология нефти и газа» и оставлен работать там же в проблемной лаборатории при ЛПИ.
С 1960 г. — аспирант и в последующем сотрудник Института нефтехимического синтеза им. А. В. Топчиева АН СССР. Тема кандидатской диссертации, защищенной в 1964 г. — «Синтез и исследование высокомолекулярных циклических углеводородов».
В 1965 г. с сотрудниками начал исследования в области химии углеводородов ряда адамантана. По результатам работ в этой области в 1977 г. защитил докторскую диссертацию на тему «Исследование углеводородов ряда адамантана».
Доктор химических наук (1978), профессор (1994), главный науч. сотр. ИНХС РАН, заместитель главного редактора журнала «Нефтехимия».

## Научная деятельность
Автор монографии «Адамантаны: получение, свойства, применение», за которую в 1993 году присуждена премия имени Н. Д. Зелинского.
Автор более 180 научных публикаций, получил 25 авторских свидетельств и патентов на изобретения, специалист в области химии углеводородов каркасного строения.